# A Ferencvárosi TC 1908–1909-es szezonja
A Ferencvárosi TC 1908–1909-es szezonja szócikk a Ferencvárosi TC első számú férfi labdarúgócsapatának egy szezonjáról szól, mely összességében és sorozatban is a 8. idénye volt a csapatnak a magyar első osztályban. A klub fennállásának ekkor volt a 10. évfordulója.

## Mérkőzések
| Színmagyarázat | Színmagyarázat |
| -------------- | -------------- |
|                | Győzelem.      |
|                | Döntetlen.     |
|                | Vereség.       |

### Bajnokság (I. osztály) 1908–09

#### Őszi fordulók
| 1908. szeptember 20. |

| Budapesti TC | 4 – 2       | Ferencváros     |
| ------------ | ----------- | --------------- |
|              | Jegyzőkönyv | Schlosser Weisz |

| Millenáris, Budapest |

| 1908. szeptember 27. |

| Ferencváros      | 2 – 1       | Budapesti AK |
| ---------------- | ----------- | ------------ |
| Koródy Schlosser | Jegyzőkönyv |              |

| Millenáris, Budapest |

| 1908. október 11. |

| Ferencváros               | 6 – 1       | Törekvés SE |
| ------------------------- | ----------- | ----------- |
| Koródy Braun II Schlosser | Jegyzőkönyv |             |

| Budapest |

| 1908. november 6. |

| MTK | 2 – 4       | Ferencváros              |
| --- | ----------- | ------------------------ |
|     | Jegyzőkönyv | Schlosser Weisz Szeitler |

| Millenáris, Budapest |

| 1908. november 22. |

| Typographia SC | 2 – 12      | Ferencváros                             |
| -------------- | ----------- | --------------------------------------- |
|                | Jegyzőkönyv | Schlosser Koródy Weisz Szeitler Kucsera |

| Budapest |

| 1908. december 8. |

| Ferencváros          | 3 – 1       | Fővárosi TC |
| -------------------- | ----------- | ----------- |
| Schlosser ög' Koródy | Jegyzőkönyv |             |

| Budapest |

- Eredetileg november 29-én játszották volna a mérkőzést, de végül csak barátságos találkozó lett belőle.

| 1908. december 19. |

| Magyar AC | 5 – 3       | Ferencváros     |
| --------- | ----------- | --------------- |
|           | Jegyzőkönyv | Schlosser Weisz |

| Budapest |

#### Tavaszi fordulók
| 1909. február 14. |

| Budapesti AK | 0 – 4       | Ferencváros                      |
| ------------ | ----------- | -------------------------------- |
|              | Jegyzőkönyv | Gorszky Schlosser Szeitler Weisz |

| Millenáris, Budapest |

| 1909. február 21. |

| Ferencváros       | 2 – 1       | Typographia SC |
| ----------------- | ----------- | -------------- |
| Kucsera Schlosser | Jegyzőkönyv |                |

| Budapest |

| 1909. február 28. |

| Ferencváros | 3 – 0       | Budapesti TC |
| ----------- | ----------- | ------------ |
| Schlosser   | Jegyzőkönyv |              |

| Millenáris, Budapest |

| 1909. március 7. |

| Ferencváros | 1 – 0       | MTK |
| ----------- | ----------- | --- |
| Weisz       | Jegyzőkönyv |     |

| Millenáris, Budapest |

| 1909. március 14. |

| Ferencváros      | 5 – 1       | Magyar AC |
| ---------------- | ----------- | --------- |
| Schlosser Koródy | Jegyzőkönyv |           |

| Millenáris, Budapest |

| 1909. március 28. |

| Ferencváros                     | 6 – 2       | Újpest |
| ------------------------------- | ----------- | ------ |
| Schlosser Koródy Szeitler Weisz | Jegyzőkönyv |        |

| Budapest |

| 1909. május 20. |

| Törekvés SE | 0 – 5       | Ferencváros            |
| ----------- | ----------- | ---------------------- |
|             | Jegyzőkönyv | Schlosser Koródy Weisz |

| Millenáris, Budapest |

| 1909. június 10. |

| Fővárosi TC | 1 – 11      | Ferencváros                     |
| ----------- | ----------- | ------------------------------- |
|             | Jegyzőkönyv | Schlosser Koródy Weisz Szeitler |

| Millenáris, Budapest |

#### A végeredmény
| # | Csapat          | J  | Gy | D | V  | Rg | Kg | Gk  | P  | Megjegyzés |
| - | --------------- | -- | -- | - | -- | -- | -- | --- | -- | ---------- |
| 1 | Ferencvárosi TC | 16 | 14 | - | 2  | 69 | 21 | +48 | 28 | Bajnok     |
| 2 | MAC             | 16 | 8  | 6 | 2  | 33 | 25 | +8  | 22 |            |
| 3 | Budapesti TC    | 16 | 9  | 3 | 4  | 27 | 16 | +11 | 21 |            |
| 4 | MTK             | 16 | 9  | 2 | 5  | 43 | 19 | +24 | 20 |            |
| 5 | Fővárosi TC     | 16 | 8  | 2 | 6  | 36 | 36 | 0   | 18 |            |
| 6 | BAK             | 16 | 6  | 2 | 8  | 24 | 28 | -4  | 14 |            |
| 7 | Bp. Törekvés SE | 16 | 4  | 3 | 9  | 30 | 49 | -19 | 11 |            |
| 8 | Újpesti TE      | 16 | 3  | 2 | 11 | 19 | 41 | -22 | 8  |            |
| 9 | Typographia SC  | 16 | -  | 2 | 14 | 13 | 59 | -46 | 2  | Kiesett    |

### Challenge Kupa
Húsvéti Serleg (kvalifikációs torna)
| 1909. április 10. |

| Ferencváros     | 4 – 1       | Leipzig BC |
| --------------- | ----------- | ---------- |
| Schlosser Weisz | Jegyzőkönyv |            |

| Millenáris, Budapest |

| 1909. április 11. |

| Ferencváros | 1 – 1       | Budapesti TC |
| ----------- | ----------- | ------------ |
| Weinber II  | Jegyzőkönyv |              |

| Millenáris, Budapest |

| 1909. április 12. |

| Ferencváros      | 2 – 1       | MTK |
| ---------------- | ----------- | --- |
| Weinber II Weisz | Jegyzőkönyv |     |

| Millenáris, Budapest |

A torna végeredménye:
| #  | Csapat      | M | Gy | D | V | Rg | Kg | P |
| -- | ----------- | - | -- | - | - | -- | -- | - |
| 1. | FTC         | 3 | 2  | 1 | 0 | 7  | 3  | 5 |
| 2. | MTK         | 3 | 2  | 0 | 1 | 6  | 2  | 4 |
| 3. | VfB Leipzig | 3 | 1  | 0 | 2 | 3  | 9  | 2 |
| 4. | BTC         | 3 | 0  | 1 | 2 | 2  | 4  | 1 |

Döntő
| 1909. június 13. |

| Wiener SC | 1 – 2               | Ferencváros     |
| --------- | ------------------- | --------------- |
|           | (0 – 1) Jegyzőkönyv | Schlosser Weisz |

| Bécs |

### Egyéb mérkőzések
| 1908. szeptember 5. |

| Ferencváros            | 5 – 1       | Wiener SC |
| ---------------------- | ----------- | --------- |
| Schlosser Weisz Koródy | Jegyzőkönyv |           |

| Millenáris, Budapest |

| 1908. október 18. |

| Ferencváros               | 6 – 1       | Germania Wien |
| ------------------------- | ----------- | ------------- |
| Koródy Schlosser Szeitler | Jegyzőkönyv |               |

| Millenáris, Budapest |

| 1908. december 6. |

| Ferencváros     | 3 – 0       | Vienna FC |
| --------------- | ----------- | --------- |
| Schlosser Weisz | Jegyzőkönyv |           |

| Millenáris, Budapest |

| 1909. április 18. |

| Ferencváros     | 2 – 0       | 33 FC |
| --------------- | ----------- | ----- |
| Weisz Schlosser | Jegyzőkönyv |       |

| Millenáris, Budapest |

| 1909. április 25. |

| Ferencváros | 2 – 2       | Germania Wien |
| ----------- | ----------- | ------------- |
| Schlosser   | Jegyzőkönyv |               |

| Millenáris, Budapest |

| 1909. május 1. |

| FTC, BTC vegyes | 2 – 2       | Young Boys |
| --------------- | ----------- | ---------- |
| Weisz           | Jegyzőkönyv |            |

| Millenáris, Budapest |

| 1909. május 9. |

| Wiener AC | 3 – 2       | Ferencváros      |
| --------- | ----------- | ---------------- |
|           | Jegyzőkönyv | Koródy Schlosser |

| Bécs |

| 1909. május 15. |

| Ferencváros | 2 – 3       | Sunderland AFC |
| ----------- | ----------- | -------------- |
| Koródy      | Jegyzőkönyv |                |

| Millenáris, Budapest |

| 1909. május 31. |

| Kolozsvári KASK | 1 – 5       | Ferencváros                    |
| --------------- | ----------- | ------------------------------ |
|                 | Jegyzőkönyv | Koródy Rónay Braun II Szeitler |

| Kolozsvár |

| 1909. június 1. |

| Törekvés SE | 3 – 2       | Ferencváros     |
| ----------- | ----------- | --------------- |
|             | Jegyzőkönyv | Koródy Szeitler |

| Kolozsvár |

| 1909. június 6. |

| Ferencváros                     | 4 – 2       | Magyar AC |
| ------------------------------- | ----------- | --------- |
| Szeitler Schlosser Koródy Weisz | Jegyzőkönyv |           |

| Budapest |

| 1909. június 16. |

| Ferencváros             | 3 – 0       | Törekvés SE |
| ----------------------- | ----------- | ----------- |
| Kucsera Schlosser Weisz | Jegyzőkönyv |             |

| Millenáris, Budapest |

## Külső hivatkozások
- A csapat hivatalos honlapja (magyarul)
- Az 1908–1909-es szezon menetrendje a tempofradi.hu-n (magyarul)